# Je m'appelle Barbra
Je m'appelle Barbra es el octavo álbum que alcanzó el puesto # 5 en el Billboard 200 y fue certificado Oro por la RIAA el 24 de abril de 2002, casi 36 años después de su lanzamiento original. Fue también el último álbum de Streisand para hacer el Top 10 hasta 1971, cuando Stoney End , que alcanzó el puesto # 10.

## Canciones

### Lado uno
1. "Free Again" (Joss Baselli, Armand Canfora, Robert Colby, Michel Jourdan) – 3:43
2. "Autumn Leaves" (Joseph Kosma, Johnny Mercer, Jacques Prévert) – 2:50
3. "What Now My Love" (Gilbert Bécaud, Pierre Delanoë, Carl Sigman) – 2:41
4. "Ma Première Chanson" (Eddy Marnay, Barbra Streisand) – 2:19
5. "Clopin Clopant" (Bruno Coquatrix, Pierre Dudan, Kermit Goell) – 3:10
6. "Le Mur" (Charles Dumont, Michel Vaucaire)– 2:34

### Lado dos
1. "I Wish You Love" (Albert A. Beach, Léo Chauliac) – 3:01
2. "Speak to Me of Love" (Jean Lenoir, Bruce Sievier) – 2:52
3. "Love and Learn" (Norman Gimbel, Michel Legrand, Marnay) – 2:29
4. "Once Upon a Summertime" (Eddie Barclay, Legrand, Marnay, Mercer) – 3:37
5. "Martina" (Legrand, Hal Shaper) – 2:21
6. "I've Been Here" (Dumont, Earl Shuman, Vaucaire) – 2:31

- Datos: Q1509314